# Phostria dianalis
Phostria dianalis là một loài bướm đêm trong họ Crambidae.